# Märchen von einem, der auszog das Fürchten zu lernen

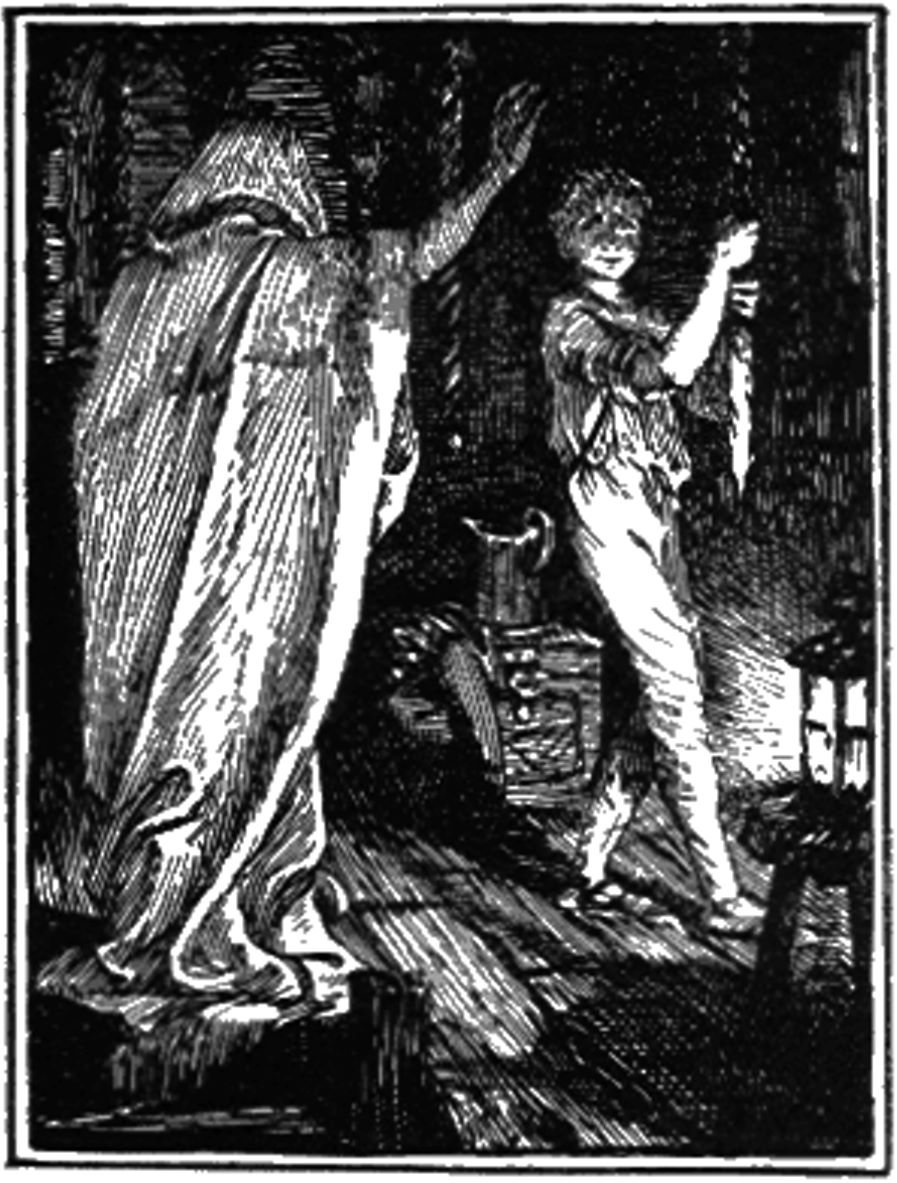
Illustration von H. J. Ford, 1889

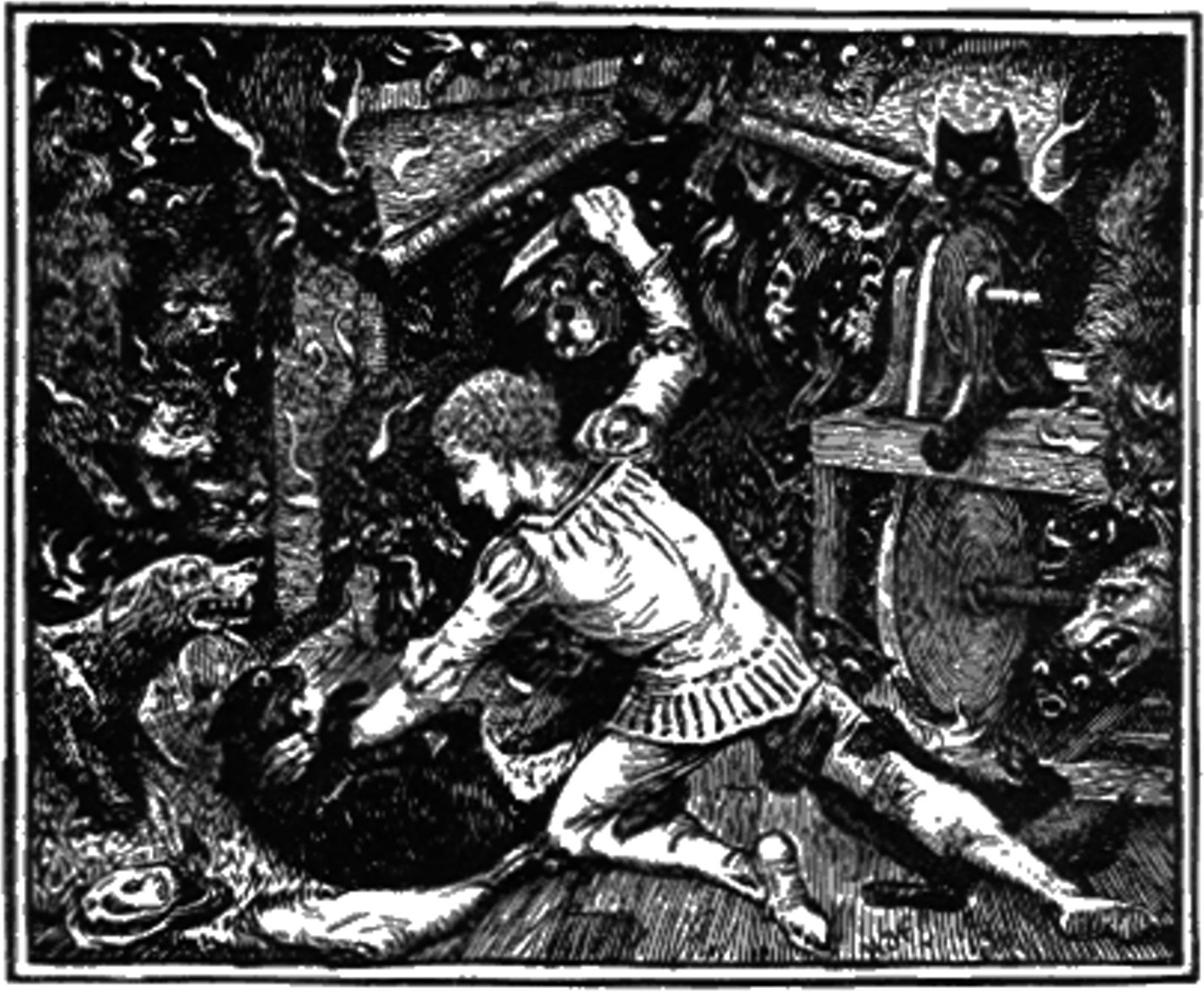
Illustration von H. J. Ford, 1889

Das Märchen von einem, der auszog das Fürchten zu lernen ist ein Märchen (ATU 326). Es steht in den Kinder- und Hausmärchen der Brüder Grimm an Stelle 4 (KHM 4). In der 1. Auflage hieß es Gut Kegel- und Kartenspiel, bis zur 3. Auflage Märchen von einem, der auszog, das Fürchten zu lernen. Ludwig Bechstein übernahm es in sein Deutsches Märchenbuch 1853 als Das Gruseln an Stelle 80.

## Inhalt

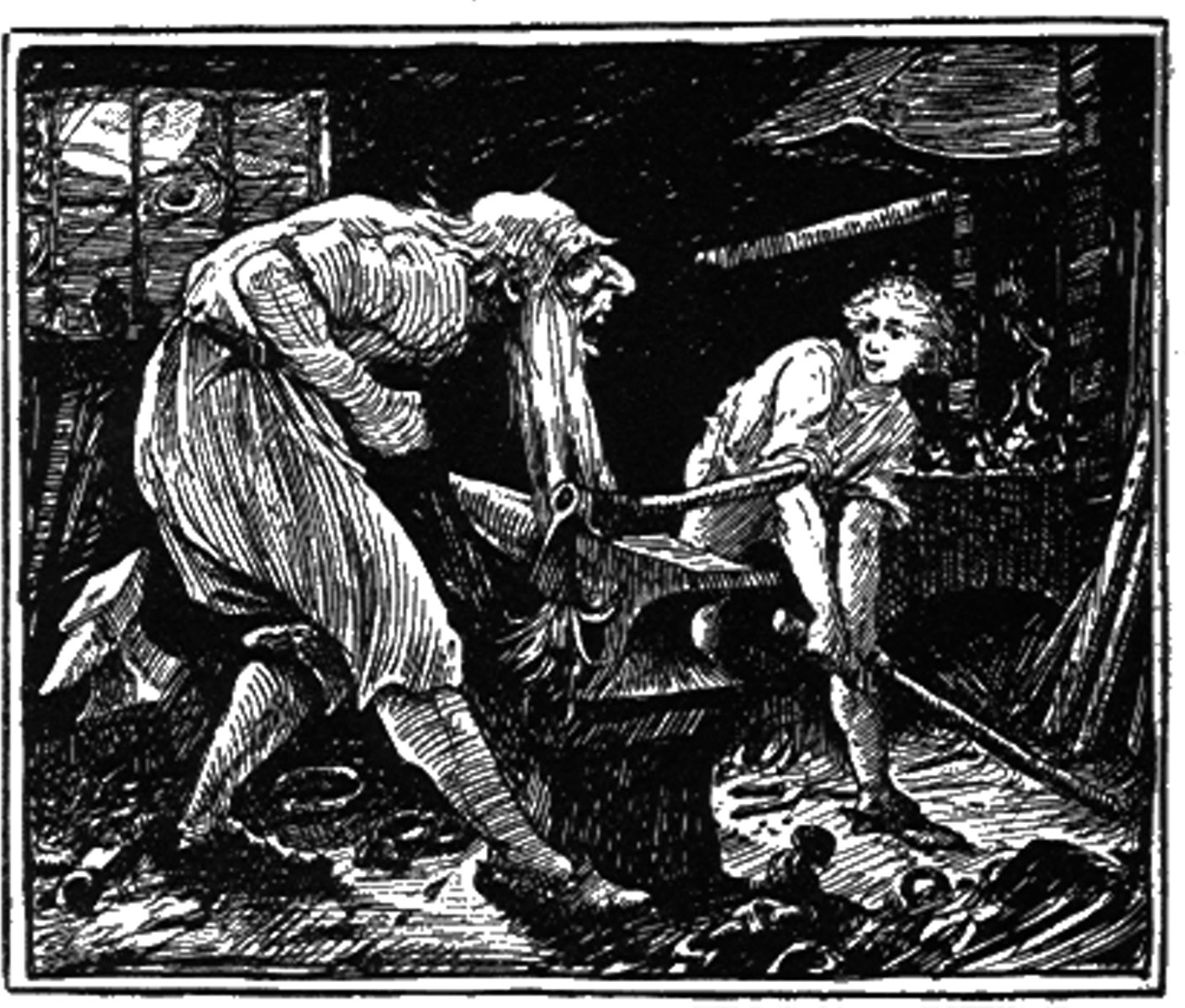
Illustration von H. J. Ford, 1889

Ein Vater hat zwei Söhne, einen älteren tüchtigen und einen jüngeren einfältigen. Der Jüngere versteht nicht, warum sein Bruder und andere immer wieder davon sprechen, dass sie etwas „gruselt“. Als der Vater den jüngeren Sohn eines Tages auffordert, einen Broterwerb zu erlernen, schlägt er also vor, das „Gruseln“ lernen zu wollen. Der Vater ist ratlos und klagt sein Leid einem Küster. Der Küster bietet daraufhin an, dem Jungen eine Lektion zu erteilen, und nimmt ihn dafür in seine Dienste. Als der Junge nachts die Glocken läutet, verkleidet sich der Küster als Gespenst und versucht ihn zu erschrecken. Doch der Junge stößt das vermeintliche Gespenst die Treppe hinunter, als es nicht auf seine Fragen antwortet. Danach geht er ungerührt schlafen. Die Küstersfrau entdeckt ihren Mann mit gebrochenem Bein und beschwert sich beim Vater des Sohnes darüber. Der Vater schickt daraufhin seinen Sohn fort in die Welt. Da der Junge unterwegs immerzu von seiner Unfähigkeit zu gruseln spricht, zeigt ihm ein Mann einen Galgen, dort könne er es über Nacht lernen. Doch der Junge macht ein Feuer und knüpft die Toten ab, um sie zu wärmen. Als ihre Kleider Feuer fangen, hängt er sie wieder auf und schläft ein – ohne eine Idee davon bekommen zu haben, was denn nun Gruseln sei. Ein Wirt, den er bald darauf trifft, weiß von einem Spukschloss: Wer da drei Nächte aushalte, erhalte eine Prinzessin zur Frau. In der Hoffnung, endlich das Gruseln zu lernen, spricht der Junge daraufhin beim König vor und stellt sich der Prüfung. Er erbittet lediglich ein Feuer, eine Drehbank und eine Schnitzbank mit Messer. In der ersten Nacht besuchen ihn schwarze Katzen zum Kartenspielen, die er, als sie angreifen, mithilfe von Drehbank und Schnitzmesser in Zaum hält. Anschließend fährt sein Bett mit ihm im Schloss herum, aber ungerührt legt sich der Junge auf den Boden schlafen. In der zweiten Nacht fordern ihn zwei halbierte Menschenleiber zum Kegeln auf. Begeistert macht der Junge mit und schnitzt sogar die Totenschädel zu Bällen. In der dritten Nacht legt er sich zu einem Toten in den Sarg, um ihn zu wärmen. Als dieser ihn daraufhin angreift, wirft er ihn wieder fort. Zum Ende der Nacht kommt ein Greis, um den Jungen zu töten. Vorher soll jedoch ein Kräftemessen stattfinden. Dieses nutzt der Junge: Er klemmt den Bart des Alten in einen Amboss ein und prügelt solange auf ihn ein, bis dieser ihm reichlich Schätze verspricht. Bei all diesen Gelegenheiten gruselt sich der Junge nie, wie er auch dem erstaunten König jeden Morgen enttäuscht erklärt. Da nach der dritten Nacht der Fluch des Schlosses endgültig gebrochen ist, kommt es zur Hochzeit mit der Prinzessin. Doch auch nach der Hochzeit klagt der Junge darüber, dass er immer noch nicht wisse, was Gruseln sei („Ach, wenn mir’s nur gruselte!“). Auf einen Rat ihrer Kammerfrau hin kippt die Prinzessin ihm in der nächsten Nacht einen Eimer kalten Wassers mit Gründlingen ins Bett. Nun endlich gruselt es ihn.

## Textgeschichte

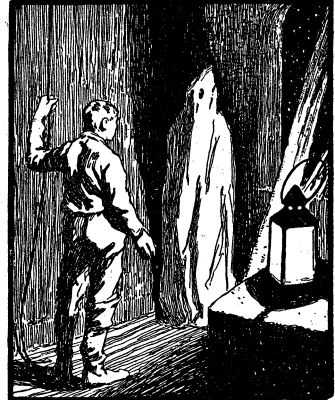
Illustration von Otto Ubbelohde, 1909

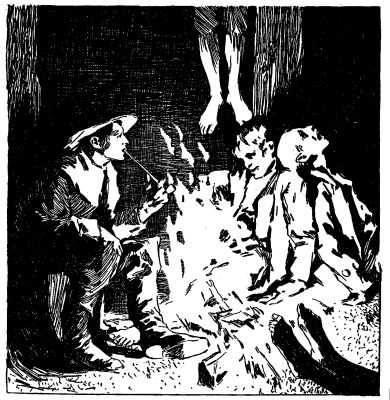
Illustration von Otto Ubbelohde, 1909

Im Gegensatz zum anspruchslosen Märchentext der 1. Auflage kombiniert Wilhelm Grimms spätere Bearbeitung auch sagen- und schwankhafte Motive unter der neuen, eigens auf dem Märchenhaften bestehenden Überschrift (wohl in Anlehnung an Wickrams Rollwagenbüchlin). Wilhelm Grimm schmückte den Text wohl selbst wie viele andere Märchen nach und nach mit „Redensarten aus dem Volk“ aus. „Gruseln“ bedeutet ursprünglich das Prickeln der Haut, was dem naiv-körperlichen Empfinden eines Märchenhelden vielleicht besser entspricht als „Fürchten“. Es gelangte erst durch dieses Märchen, von Bechstein als Das Gruseln in sein Deutsches Märchenbuch übernommen, ins Hochdeutsche. Heinz Rölleke nennt weitere literarische Rezeptionen: Eine Verserzählung von Wilhelm Langewiesch 1842, Hans Christian Andersens Der kleine Klaus und der große Klaus (1835), Wilhelm Raabes Der Weg zum Lachen (1857) und Meister Autor (1874), Rainer Kirschs Auszog das Fürchten zu lernen (1978), Günter Wallraffs Von einem der auszog und das Fürchten lernte (1979) und Märchenbearbeitungen von Ernst Heinrich Meier, Ludwig Bechstein (Das Gruseln, vgl. ferner Der beherzte Flötenspieler) und Italo Calvino. Wilhelm Grimm scheint die innere Stringenz des Stoffes intuitiv richtig erfasst zu haben. Man deutet AaTh 326 heute als eigenständigen Erzähltyp, der nach vergeblichen Versuchen des Fürchtenlernens durch einen männlichen Helden zu Todesbewusstsein führt. In weniger schwankhaften Abschlüssen erschrickt er oft über seinen veränderten Blickwinkel bei abgeschlagenem Kopf. Eine solche Fassung ist Flamminio bei Straparola (Nr. 10). Bechstein erzählt viele Einzelheiten anders, der Ablauf der Handlung bleibt gleich. Das Wort „Gruseln“ verwendet Bechstein dann auch in Vom Büblein, das sich nicht waschen wollte und in Die schlimme Nachtwache. In Johann Wilhelm Wolfs Deutsche Hausmärchen scheinen Hans ohne Furcht und Fürchten lernen auf das Märchen zurückzugehen, vgl. zur Redensart von „Seilers Tochter“ auch Der Vogel Phönix, in Ulrich Jahns Volksmärchen aus Pommern und Rügen Nr. 17 Der starke Jochem, zum Kartenspiel und „gruselich“ auch Nr. 54 Die Maränen, Nr. 55 Die Königin von Tiefenthal, Nr. 56 Die Königin von Siebenbürgen.

## Grimms Anmerkung

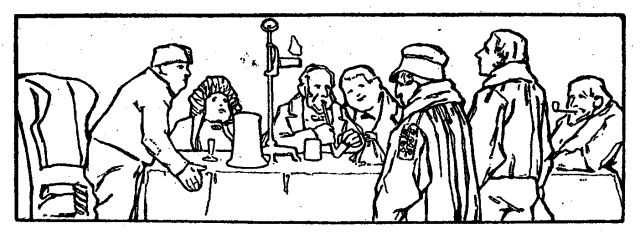
Illustration von Otto Ubbelohde, 1909

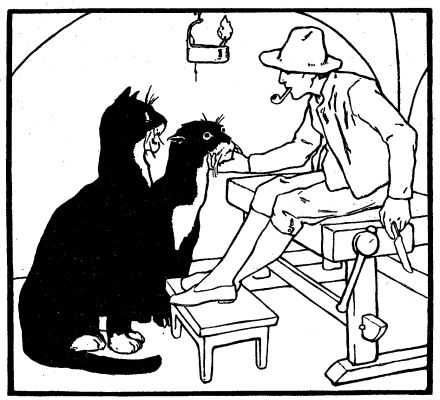
Illustration von Otto Ubbelohde, 1909

Das Märchen steht in den Kinder- und Hausmärchen so ab der 2. Auflage von 1819 und vorher 1818 in der Zeitschrift Wünschelruthe (Nr. 4). Es basiert auf einer Fassung „in der Schwalmgegend“ (von Ferdinand Siebert), einer „meklenburgischen Erzählung“ und einer „aus Zwehrn“ (wohl von Dorothea Viehmann). Die Version der 1. Auflage von 1812 Gut Kegel- und Kartenspiel enthielt nur die Episode im Schloss. Die Brüder Grimm merken an, dass die Proben im Einzelnen je nach Quelle variieren und nennen vergleichend KHM 81 Bruder Lustig, KHM 82 De Spielhansl und Gawan im Parzival.
Aus der Zwehrener Fassung stamme die Leiche, die der Junge im Bett wärmen will. Hier spielt er gegen Gespenster mit neun Knochen und einem Totenkopf und verliert alles Geld. In einer „dritten hessischen“ übergießt die Meisterin den Schneiderjungen im Bett mit kaltem Wasser. In einer vierten beschließt ein junger Tiroler mit seinem Vater, das Fürchten zu lernen. Er schert einem Gespenst den Bart, das ganz mit Messern bedeckt ist, dann will es ihm den Hals abschneiden und verschwindet, als es zwölf schlägt. Er tötet einen Drachen und nimmt dessen Zungen als Beweis, wie in KHM 85 Die Goldkinder.
Eine fünfte Erzählung „aus Zwehrn“ (wohl von Dorothea Viehmann) geben sie ausführlich wieder: Der Sohn des Schmieds geht in die Welt, um sich zu fürchten. Der Tote am Galgen, unter dem er schläft, bittet ihn, den Schulmeister als wahren Dieb anzuzeigen, um anständig begraben zu werden. Dafür gibt ihm sein Geist einen Stab, der alle Gespenster schlägt. Damit befreit der Schmied ein verwünschtes Schloss, sperrt die schwarzen Geister und den schwarzen Pudel ein, den Priester auch, weil er so aussieht. Die Goldkleider, die ihm der König zum Dank schenkt, sind ihm zu schwer, er behält seinen alten Kittel. Doch über das Schießen der Kanone freut er sich, nun habe er den Fürchtemich gesehen.
In einer sechsten „aus dem Paderbörnischen“ (wohl von Familie von Haxthausen) schickt der Vater den Hans einen Totenknochen holen und lässt die zwei Töchter dabei Gespenst spielen, aber Hans dreht ihnen den Hals um. Er muss auswandern und nennt sich Hans Fürchtemienig. Im Spukschloss erhält er jede Nacht einen Soldaten zum Geleit, der wegen der Kälte Feuer machen geht und den Kopf verliert. Hans spielt Karten mit einem Kopflosen, verliert, dann gewinnt er. Die dritte Nacht will ein Geist ihn vertreiben. Sie wetten, wer zuerst die Finger im Schlüsselloch hat. Der Geist gewinnt und Hans keilt ihn fest und haut, bis sich der Geist mit den seinen ins Blumengärtchen bannen lässt.
Sie nennen noch Literaturstellen: Wolfs Hausmärchen S. 328, 408 und niederländische Sagen S. 517–522; Zingerle S. 281–290; Pröhles Kinder- und Volksmärchen Nr. 33; Molbech schwedisch Nr. 14 Graasappen und dänisch Nr. 29 de modige Svend. Hreidmar „in einer isländischen Erzählung“ erfährt, was Zorn ist. Sie erwähnen noch Goethes Äußerung über das Märchen. Man vergleiche auch Grimms Anmerkung zu ihrem KHM 92 Der König vom goldenen Berg.

## Interpretation

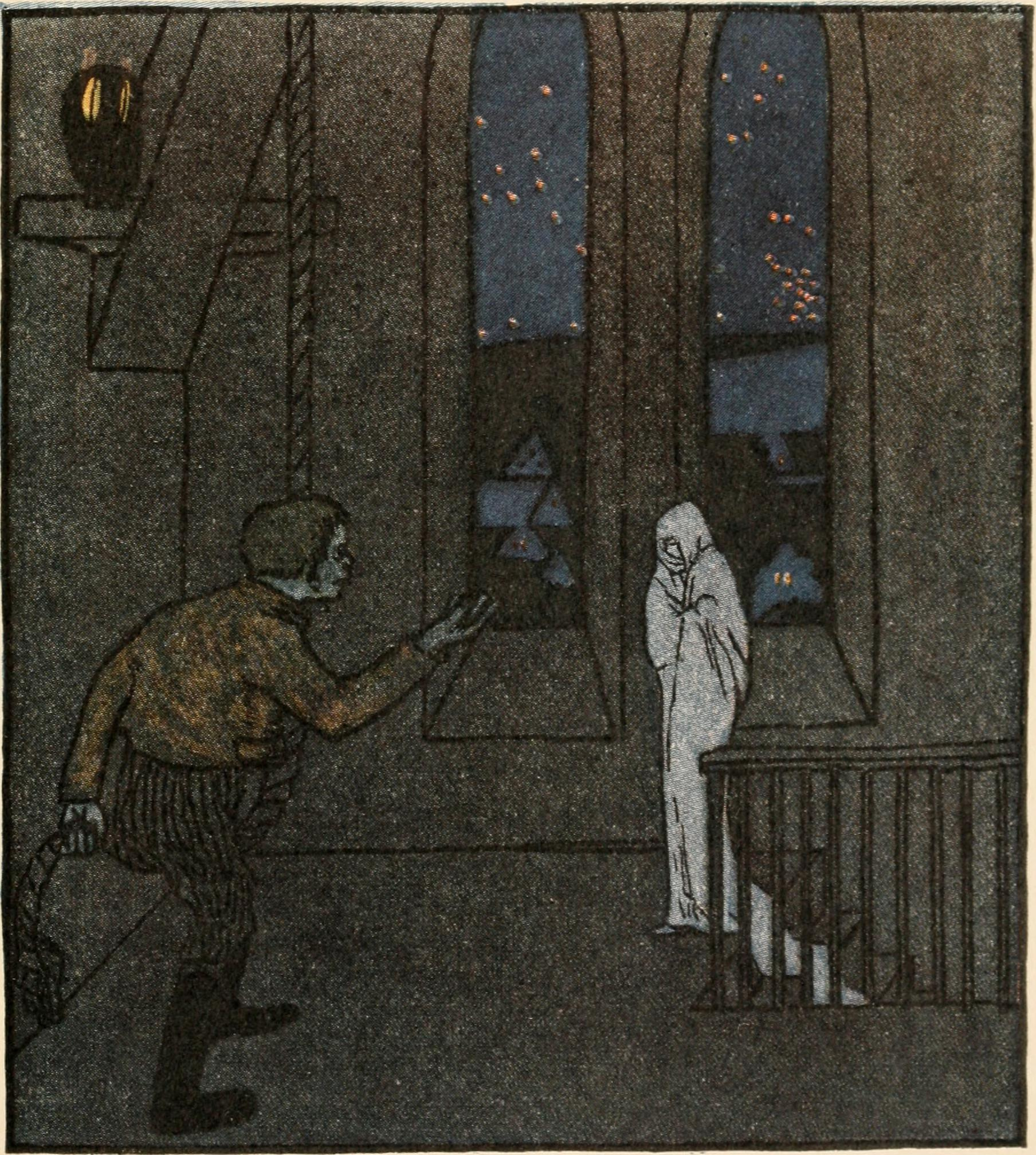
Illustration von Albert Weisgerber, 1910

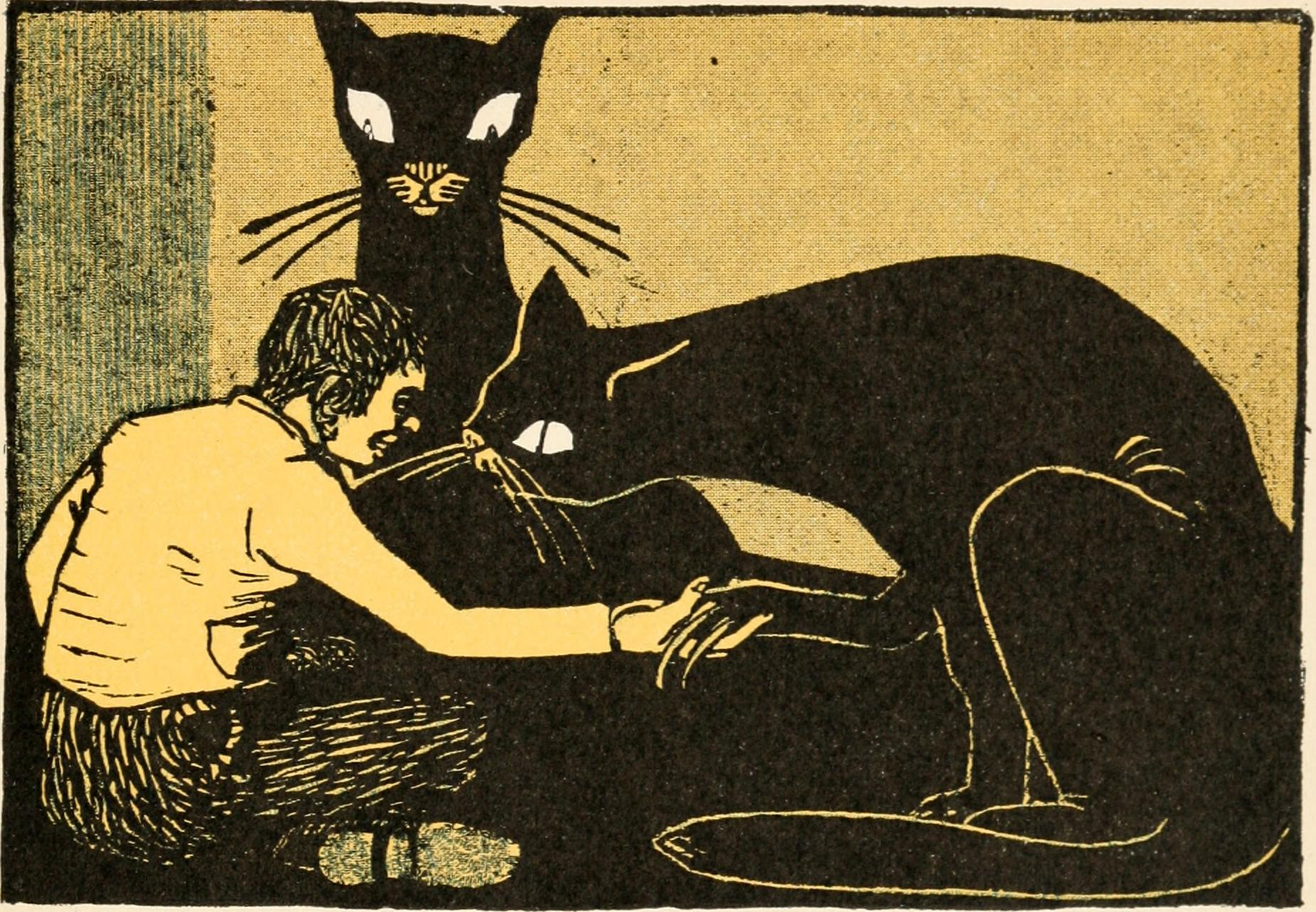
Illustration von Albert Weisgerber, 1910

Søren Kierkegaard zeigt an dem Märchen, wie Angst im Glauben zur Freiheit führen kann. Laut Edzard Storck kennt der Held in seiner Arglosigkeit keine Angst vor dem Verengenden, Trüben in seiner Seele. Storck zitiert Wolfram von Eschenbach zu Parzival: „Daß Gott Parzivaln erdachte, Dem kein Schrecken Schrecken brachte.“
Deutung bei Hedwig von Beit: Die Katzen sind Vorstufen des späteren Gespenstes: Sie schlagen ein Spiel vor, was in Varianten der Geist selbst tut, und werden wie er eingeklemmt (vgl. KHM 8, 20, 91, 99, 114, 161). Totengeister erscheinen in Tieren, Kegelspiele bestehen in Märchen oft aus Knochen und Schädel. Der Totenreichaspekt des Unbewussten tritt dann hervor, wenn das Bewusstsein sich ihm gegenüber ablehnend verhält – wie es der naive, eigentlich nicht mutige Sohn hier in Kompensation zum Verhalten der anderen tut. Naiv behandelt er Geister wie echte Gegner, verfällt aber nicht in Panik, so dass die unbewussten Konflikte Gestalt annehmen und fixiert werden können. Den ihm unbewussten Anteil des Lebens zeigt ihm die Frau. In vielen Varianten erschrickt er vor dem Blick nach hinten oder seiner eigenen Rückseite, als ihm der Kopf verkehrt herum aufgesetzt wird, was in der Deutung auf den Anblick des Todes oder des Jenseits hinausläuft.
Franz Fühmann meint, der Held fühle offenbar, dass ihm eine menschliche Dimension fehle. Peter O. Chotjewitz meint, man habe ihm einfach die Worte für Gefühle nicht gesagt, was er nun mit seiner angeblichen Dummheit in Verbindung bringe. Psychoanalytisch orientierte Fachliteratur nennt das Märchen immer wieder bei nicht erlebter Angst. Bruno Bettelheim versteht das Märchen so, dass zur Erlangung menschlichen Glücks Verdrängungen aufgehoben werden müssen. Schon ein Kind kenne verdrängte, unbegründete Ängste, die nachts im Bett auftreten. Sexuelle Ängste werden meist als eine Abscheu empfunden. Auch Bert Hellinger meint dazu, die Angst vor Hingabe an die Frau sei eigentlich die größte Angst des Mannes. Wilhelm Salber bemerkt den Aufwand, wie hier mit Gespenstern und Toten demonstrativ Ängste aufgebaut und vernichtet werden, um Nähe zum banalen Leben zu vermeiden, erst Anteilnahme bringt hier Bewegung. Der Homöopath Martin Bomhardt vergleicht das Märchen mit dem Arzneimittelbild von Thuja. Hans-Jürgen Möller zufolge schildert der Text, außer am Schluss, grade das Gegenteil einer Angststörung, die gefährlichen Konsequenzen sind nicht dargestellt. Egon Fabian und Astrid Thome sehen in dem Märchen die Einsicht in die psychische Notwendigkeit des Wahrnehmens von Angst, die sonst äußerlich gesucht wird und innerlich als Urangst unerreichbar bleibt. Auch Jobst Finke versteht das Verhalten des Helden als überkompensatorischen Versuch der Angstbewältigung.
Es gehört zu den nicht seltenen Geschichten, in denen ein Schweinehirt, ein abgedankter Soldat oder irrender Prinz, immer jemand 'von weit weg', eine Königstochter erringt und den Vater beerbt ("das halbe Reich" bekommt oder dgl.) (vgl. z. B. Der Teufel mit den drei goldenen Haaren). Es geht hier um die Geschichte einer matrilinearen Erbfolge, in der die Töchter und nicht die Söhne erben. Wandert die Geschichte in eine patrilineare Gesellschaft weiter, so brauchte man dort eine starke Erklärung, um diese 'Lösung' zu verstehen – hier die seltene Gabe, sich nie zu fürchten, und noch eine ungewöhnlich resolute Ehefrau.

## Rezeptionen und Parodien

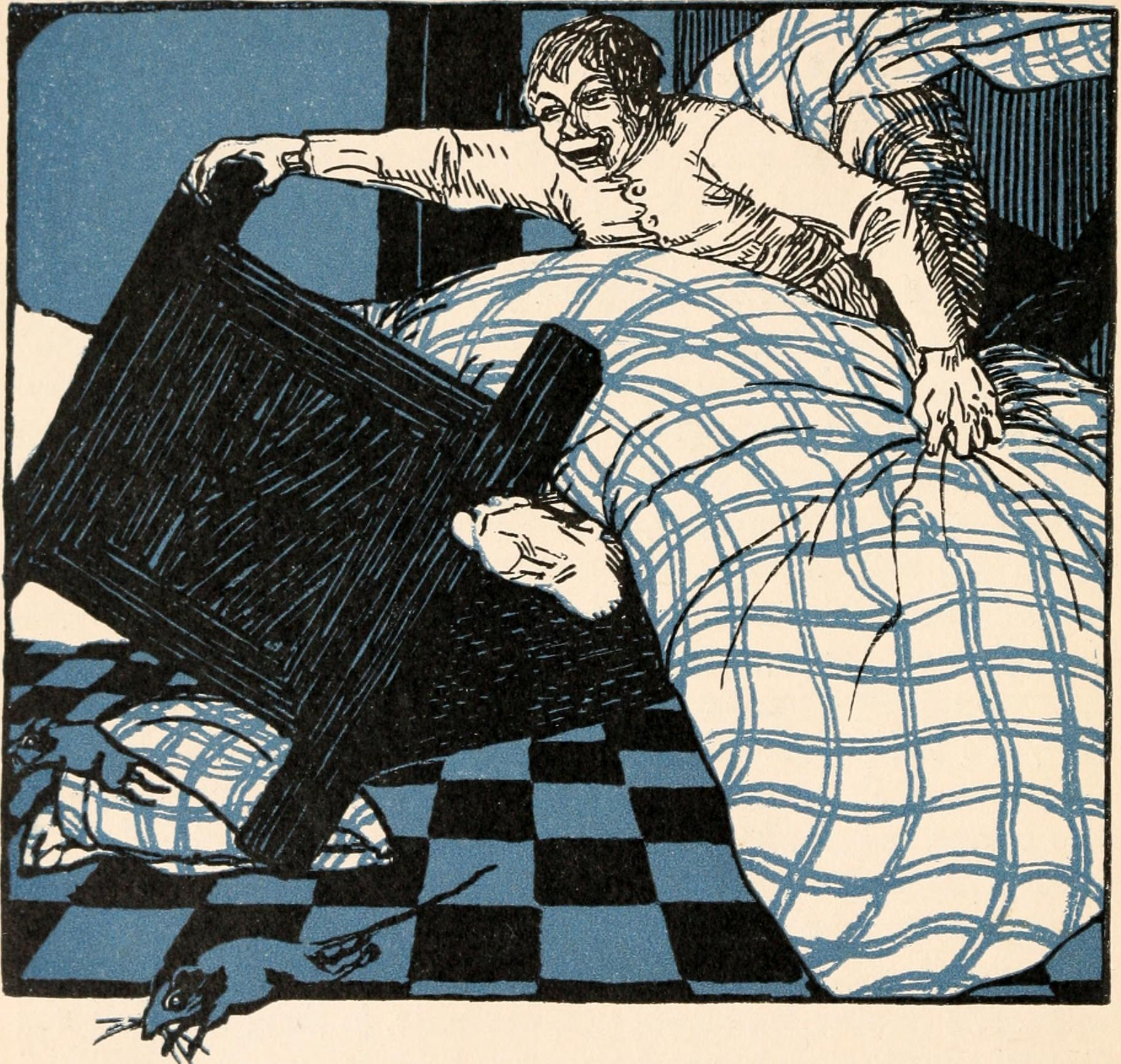
Illustration von Albert Weisgerber, 1910

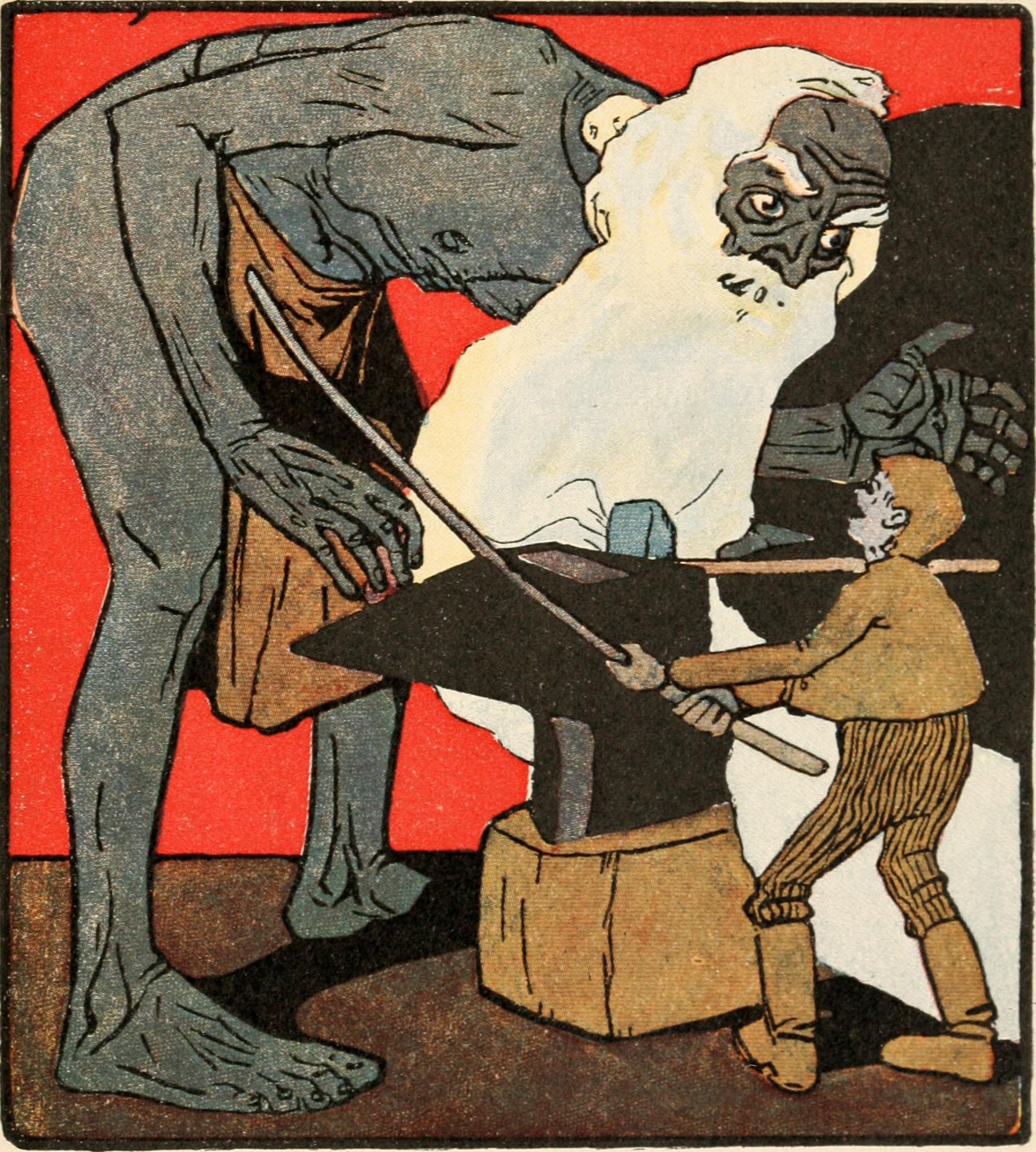
Illustration von Albert Weisgerber, 1910

In Hermann Hesses Erzählung Der Lateinschüler versucht der schüchterne Protagonist, das Märchen einem Kreis junger Mädchen vorzutragen, die es aber schon kennen. Von einem der auszog und das Fürchten lernte heißt ein Reportagenband von Günter Wallraff über soziale Missstände. Ein Ausbilder droht den Rekruten: „Es ist bald soweit, daß Sie mich zum Lachen gebracht haben! Wenn es einmal soweit gekommen ist, werden Sie Ihr Leben lang an mich denken!“ Peter-Paul Zahl schrieb Von einem, der auszog, Geld zu verdienen (1976). Parodien spielen gern mit dem Titel und deuten Hans als unsicheren Menschen oder Kapitalisten: Gerold Späths Hans macht weltweit Karriere und vergisst darüber, dass er das Gruseln suchte. Rainer Kirsch skizziert eine Filmfassung, in der der Held zuletzt von Hofschranzen ermordet wird und so zu spät das Fürchten lernt. Auch Karl Hoches Held findet den Kapitalismus noch lustig, nur die Emanze nicht. Bei Janosch denkt der Bursche nur an Kegel- und Kartenspiel, spielt Nacht für Nacht mit dem kopflosen Geist, die Prinzessin stirbt irgendwann. In Angela Sommer-Bodenburgs Der kleine Vampir im Jammertal kegeln die Vampire. Nancy A. Collins verlegt die Handlung in die amerikanischen Südstaaten. Günter Grass benutzt in seiner Autobiographie Beim Häuten der Zwiebel die Wendung „Wie ich das Fürchten lernte“ mehrfach für Titel und Schilderungen des vierten Kapitels vom Kriegseinsatz, den er scheinbar wie im Märchen übersteht. Der Titel des Märchens wird oft variiert, z. B. durch die Band Wir sind Helden in ihrem Lied Zieh dir was an: „Du hast dich ausgezogen, uns das Fürchten zu lehren...“. Die Zeit betitelt z. B. einen Reisebericht Von einem, der auszog, zur Ruhe zu finden, ein Interview zu Risikoforschung Das Fürchten lernen. Ruediger Dahlke schreibt über das Alter: „Die seelische Aufgabe dieser Lebensphase ist märchenhaft deutlich und heißt, nochmals ausziehen – wie in Jugend und Pubertät –, um das Fürchten zu lernen beim Abstieg zum dunklen Schattenpol.“
In Lohfelden im Vorsterpark ist ein Kunstwerk dem Märchen gewidmet.
In dem Asterix-Comicband Asterix und die Normannen wird das Thema des Suchens nach dem unbekannten Angsterlebnis aufgegriffen, indem die titelgebenden Normannen nach Gallien aufbrechen, um zu lernen, was Angst ist. Ihre Motivation ist ein Missverständnis des Sprichworts Angst verleiht Flügel: Die im Wortsinne unerschrockenen Krieger glauben, wenn sie erst Angst erfahren hätten, könnten sie tatsächlich fliegen.

## Film
- 1988: Der Furchtlose (Nebojsa), ČSSR, Spielfilm, Regie: Július Matula, nach Grimms Märchen von einem, der auszog, das Fürchten zu lernen verbunden mit dem Märchenkreis um die schwarze Prinzessin.
- 1988: The Storyteller, englisch-amerikanische Fernsehserie, Staffel 1, Folge 2: Fearnot.
- 1999: SimsalaGrimm, deutsche Zeichentrickserie, Staffel 1, Folge 10: Märchen von einem, der auszog das Fürchten zu lernen
- 1982–1987: Shelley Duvall’s Faerie Tale Theater, amerikanische Fernsehserie, gesendet auf „Showtime“ von 1982 bis 1987. Third Season: The Boy Who Left Home To Find Out About The Shivers.
- 2014: Von einem, der auszog, das Fürchten zu lernen, Deutschland, Märchenfilm der 7. Staffel aus der ARD-Reihe Sechs auf einen Streich,  Regie: Tobias Wiemann